# Charles-Hyacinthe-Alexis Baudry d'Asson
Charles Hyacinthe Alexis Baudry-d’Asson, né le 17 novembre 1754 aux Essarts (Vendée), mort le 30 juillet 1820 à Saint-Savinien (Charente-Maritime), est un général français

## Biographie
Charles-Hyacinthe-Alexis Baudry d'Asson est le fils Joseph Baudry d'Asson, seigneur de La Grezée, et de Marie Buor. Il est le frère d'Esprit Baudry d'Asson.
Il entre en service le 29 novembre 1769, comme soldat dans le corps royal d'artillerie de la marine, il devient caporal le 21 mai 1772 et sergent le 17 juin suivant. Le 19 mars 1774, il embarque sur la frégate « le Zéphir », et il est nommé porte drapeau le 16 août 1778. Sous-lieutenant de grenadier le 1er avril 1782, il est détaché le 25 septembre suivant sur l’île de Ré, pour servir sous les ordres du capitaine de vaisseau d’Estienne. 
De retour à son régiment le 25 février 1783, il passe garçon major (lieutenant en premier) le 1er mai 1786, et capitaine commandant d’artillerie le 1er juillet 1792. Le 4 octobre 1793, il reçoit son brevet de chef de bataillon, il sert sur « le Sphinx » et « la Rousse » du 15 mai 1795 au 8 novembre 1798. Le 30 novembre 1799, il est employé à l’armée de l’Ouest, où il commande 2 300 hommes de son arme à Nantes, avant de rejoindre le 17 janvier 1800, Les Sables-d'Olonne, avec 700 hommes pour commander le 12e arrondissement et les batteries côtières jusqu’au 1er avril 1800. Le 21 avril 1800, il est envoyé à Paris, par le conseil d’administration de son corps, pour rendre les comptes de quatre ans, sur l’habillement et l’équipement, à une commission nommée à cet effet.
Le 27 août 1800, il obtient du général Bonaparte lui-même la faveur d’être employé, avec la colonne qu’il commande, à l’armée d’Italie. Le 26 octobre 1800, il commande sous les ordres du général Murat, une unité de grenadiers, forte de 2 200 hommes, et le 4 mai 1801, il prend le commandement du quartier général de la place de Tarente. 
Le 24 janvier 1802, il retourne en France, avec sa troupe et le 30 mai 1803, il est nommé major au 1er régiment d’artillerie de marine. Le 29 novembre suivant, il rejoint le camp de Boulogne, pour commander l’artillerie de marine, et il est fait chevalier de la Légion d’honneur le 25 mars 1804. Le 5 août 1804, il obtient ses épaulettes de colonel, et le 3 mars 1809, il devient adjoint au premier inspecteur général d’artillerie, puis il rejoint l’armée de l’Escaut le 16 août 1809.
Lors de la première restauration, il est fait chevalier de Saint-Louis le 5 juillet 1814, et officier de la Légion d’honneur le 17 août suivant, puis sous la seconde restauration, il commande les 3e et 6e bataillons du corps royal de la marine à Rochefort le 1er avril 1816, et il est admis à la retraite le 12 novembre 1817 avec le grade de maréchal de camp honoraire.
Il meurt le 30 juillet 1820 à Saint-Savinien.

## Distinctions
- Chevalier de l'ordre royal et militaire de Saint-Louis.
- Officier de la Légion d'honneur.

## Sources
- A. Lievyns, Jean Maurice Verdot, Pierre Bégat, Fastes de la Légion-d'honneur, biographie de tous les décorés accompagnée de l'histoire législative et réglementaire de l'ordre, Tome 4, Bureau de l’administration, 1844, 640 p. (lire en ligne), p. 286.
- « Cote LH/143/71 », base Léonore, ministère français de la Culture
- Danielle Quintin et Bernard Quintin, Dictionnaires des colonels de Napoléon, S.P.M., 2013, 978 p. (ISBN 978-2-296-53887-0, lire en ligne), p. 79